# Kobierzyn (wieś)
Kobierzyn – wieś w Polsce położona w województwie małopolskim, w powiecie tarnowskim, w gminie Lisia Góra.
W latach 1975–1998 miejscowość administracyjnie należała do województwa tarnowskiego.
W czasie wojny polsko-bolszewickiej w Kobierzynie działał Szpital dla Koni Nr 1, którego komendantem od 16 kwietnia 1919 był kapitan lekarz weterynarii Kazimierz Kogut.
Przy drodze do Brnia w 1903 roku z inicjatywy gminy wystawiono figurę Matki Boskiej z Dzieciątkiem. W roku 2007 w tym samym miejscu została wystawiona nowa kapliczka, ufundowana przez mieszkańców. W części wsi zwanej Wymysł, rodzina Kołpów ufundowała w 1900 roku neogotycką figurę z grupą Ukrzyżowania. Na terenie Kobierzyna znajduje się nieużywany na chwilę obecną stadion sportowy, 3 dęby – pomniki przyrody oraz wciąż funkcjonująca ferma drobiu.